# الحيمة (السياني)

تعديل مصدري - تعديل

الحيمة محلة تابعة لقرية وادي وش، التابعة لعزلة العربيين بمديرية السياني إحدى مديريات محافظة إب في الجمهورية اليمنية.، بلغ تعداد سكانها 169 حسب تعداد اليمن لعام 2004.